# Sea Gallantry Medal

La médaille du courage en mer (Sea Gallantry Medal), abrégée en SGM, a pour dénomination officielle « Médaille de la Commission du commerce pour le sauvetage en mer » (The Board of Trade Medal for Saving Life at Sea). Il s'agit d'une décoration civile décernée par le Royaume-Uni, mise en place par la loi sur la marine marchande de 1854 (en) (remaniée en 1894) et décernée pour la première fois en 1855. Il s'agit ainsi de l'une des plus anciennes décorations britannique pour courage, la Croix de Victoria n'ayant été créée qu'en 1856 par exemple Autre détail intéressant, il s'agit de la seule médaille britannique qui soit issue d'une loi du Parlement et non d'un décret royal (Royal Warrant).

## Conditions
Seuls des sujets britanniques ou des citoyens étrangers servant sur des navires battant pavillon britanniques sont éligibles. Dans les autres cas, les étrangers peuvent recevoir les Board of Trade Gold and Silver Medals for Foreign Services, créées en 1841. La médaille est décernée par le souverain sur proposition du président du comité du commerce ou du ministre du commerce.
Cette médaille est subdivisée en deux classes :
- « humanity » lorsque le risque pour le sauveteur est mineur ;
- « gallantry » lorsque la vie du sauveteur est important.

## Description
Il s'agit, depuis 1903, d'une médaille d'argent ou de bronze de 33 mm de diamètre contre 56 mm auparavant. Le métal de la médaille diverge selon la classe attribuée : l'argent pour la gallantry, le bronze pour l'humanity. Le profil du souverain figure sur l'avers tandis qu'une famille sauvant un naufragé sur une plage avec une mer déchaînée constitue le revers. Le nom du récipiendaire est frappé sur le bord de la médaille.
Quant au ruban, il est rouge avec deux fines bandes blanches verticales près des bords.
Les récipiendaires portent les lettres post-nominales « SGM ».

## Récipiendaires
La médaille a été décernée à 2845 reprises mais ne l'a été que très peu dans les dernières décennies : en plus de 40 ans, la médaille de bronze n'a été décernée qu'en 1974 et 1989 tandis que la médaille d'argent ne l'a point été.
Le dernier récipiendaire pour « gallantry » est Robert Lough Veitch qui tenta sans succès de sauver, dans une mer agitée, un homme passé par-dessus bord.
Certaines personnalités importantes de la Royal Navy sont récipiendaires de cette médaille :
- contre-amiral Sir Christopher Cradock ;
- lieutenant de vaisseau Max Horton – futur amiral et lord;
- capitaine de vaisseau Edward Evans – futur amiral et lord Mountevans of the Broke ;
- lieutenant de vaisseau Edward Fegen – futur capitaine de vaisseau, commandant des HMS Jervis Bay & convoi HX-84 ;
- lieutenant de vaisseau John Jellicoe – futur Amiral de la flotte et lord.